# Meysam Doraghi
Meysam Doraghi (tiếng Ba Tư: میثم دورقی) là một tiền vệ bóng đá người Iran hiện tại thi đấu cho câu lạc bộ Iran Esteghlal Khuzestan ở Persian Gulf Pro League.

## Sự nghiệp câu lạc bộ
Doraghi bắt đầu sự nghiệp với Esteghlal Ahvaz từ các cấp độ trẻ. Anh được đẩy lên đội một vào mùa hè năm 2008. Mùa hè năm 2013 anh gia nhập Naft Masjed Soleyman. Anh đá chính thường xuyên mùa giải 2013–14 và giúp Naft MIS trong việc lên chơi tại Iran Pro League 2014–15. Mùa hè năm 2014 anh gia nhập Esteghlal Khuzestan với bản hợp đồng 3 năm.

## Thống kê sự nghiệp câu lạc bộ
Tính đến 12 tháng 12 năm 2014
| Câu lạc bộ          | Hạng đấu            | Mùa giải            | Giải vô địch | Giải vô địch | Cúp Hazfi | Cúp Hazfi | Châu Á  | Châu Á    | Tổng    | Tổng      |
| Câu lạc bộ          | Hạng đấu            | Mùa giải            | Số trận      | Bàn thắng    | Số trận   | Bàn thắng | Số trận | Bàn thắng | Số trận | Bàn thắng |
| ------------------- | ------------------- | ------------------- | ------------ | ------------ | --------- | --------- | ------- | --------- | ------- | --------- |
| Esteghlal Ahvaz     | Pro League          | 2008–09             | 0            | 0            | 0         | 0         | –       | –         | 0       | 0         |
| Esteghlal Ahvaz     | Pro League          | 2009–10             | 2            | 0            | 1         | 0         | –       | –         | 3       | 0         |
| Esteghlal Ahvaz     | Hạng đấu 1          | 2010–11             | 12           | 0            | 2         | 0         | –       | –         | 14      | 0         |
| Naft MIS            | Hạng đấu 1          | 2013–14             | 21           | 1            | 4         | 0         | –       | –         | 25      | 1         |
| Esteghlal Kh.       | Pro League          | 2014–15             | 13           | 0            | 2         | 0         | –       | –         | 15      | 0         |
| Esteghlal Kh.       | Pro League          | 2015-16             | 20           | 0            | 0         | 0         | –       | –         | 20      | 0         |
| Esteghlal Kh.       | Pro League          | 2016-17             | 27           | 2            | 1         | 0         | 6       | 0         | 33      | 2         |
| Esteghlal Kh.       | Pro League          | 2017-18             | 13           | 2            | 0         | 0         | 0       | 0         | 13      | 2         |
| Tổng cộng sự nghiệp | Tổng cộng sự nghiệp | Tổng cộng sự nghiệp | 108          | 5            | 10        | 0         | 6       | 0         | 124     | 5         |

## Danh hiệu
Esteghlal Khuzestan
- Iran Pro League (1): 2015–16
- Á quân Siêu cúp bóng đá Iran: 2016